# Museo Nacional del Arte de Odesa

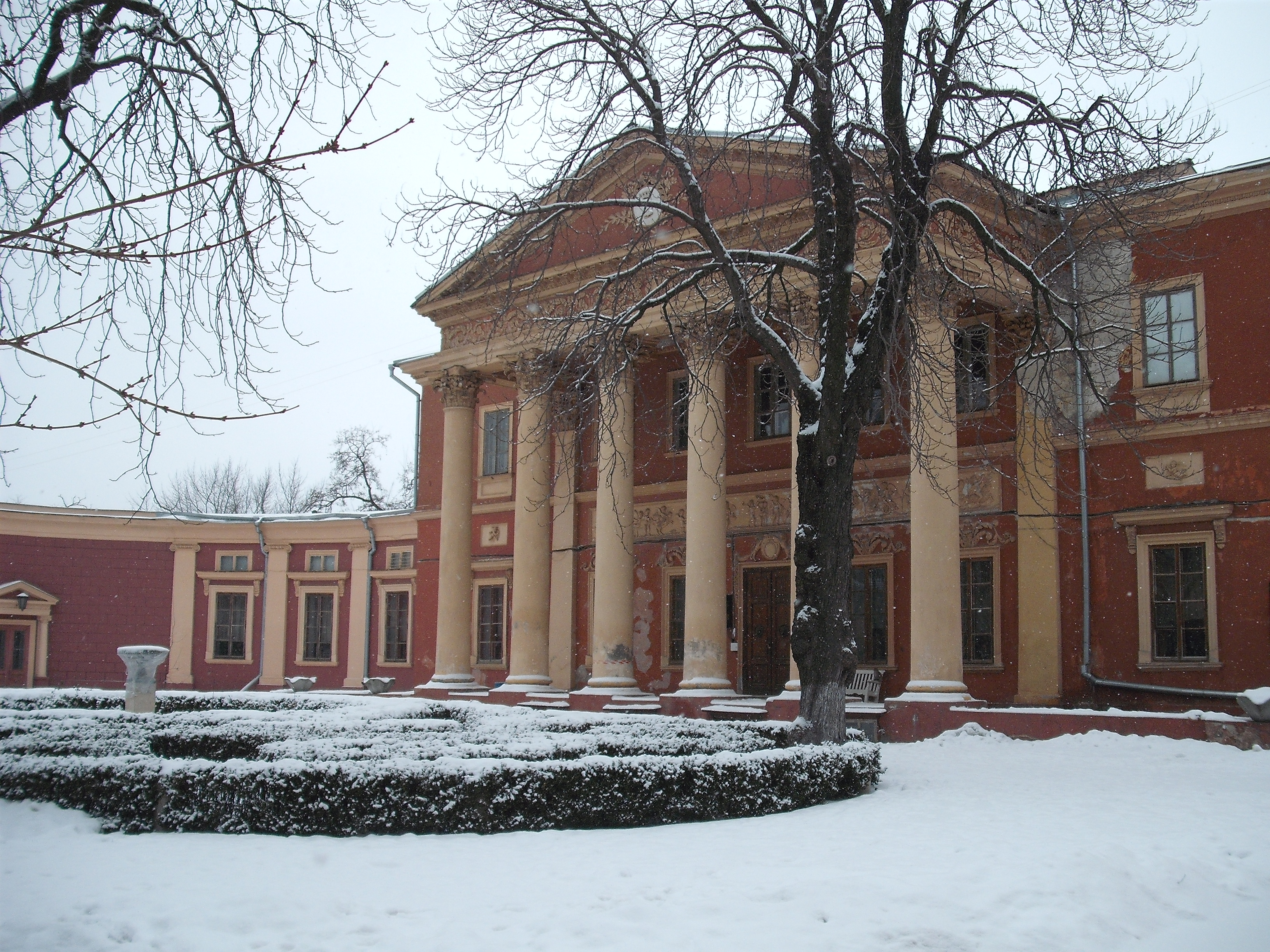
Fachada del Museo Nacional del Arte de Odesa, con su pórtico formado por seis columnas clásicas. La fachada fue revestida en rojo en el.

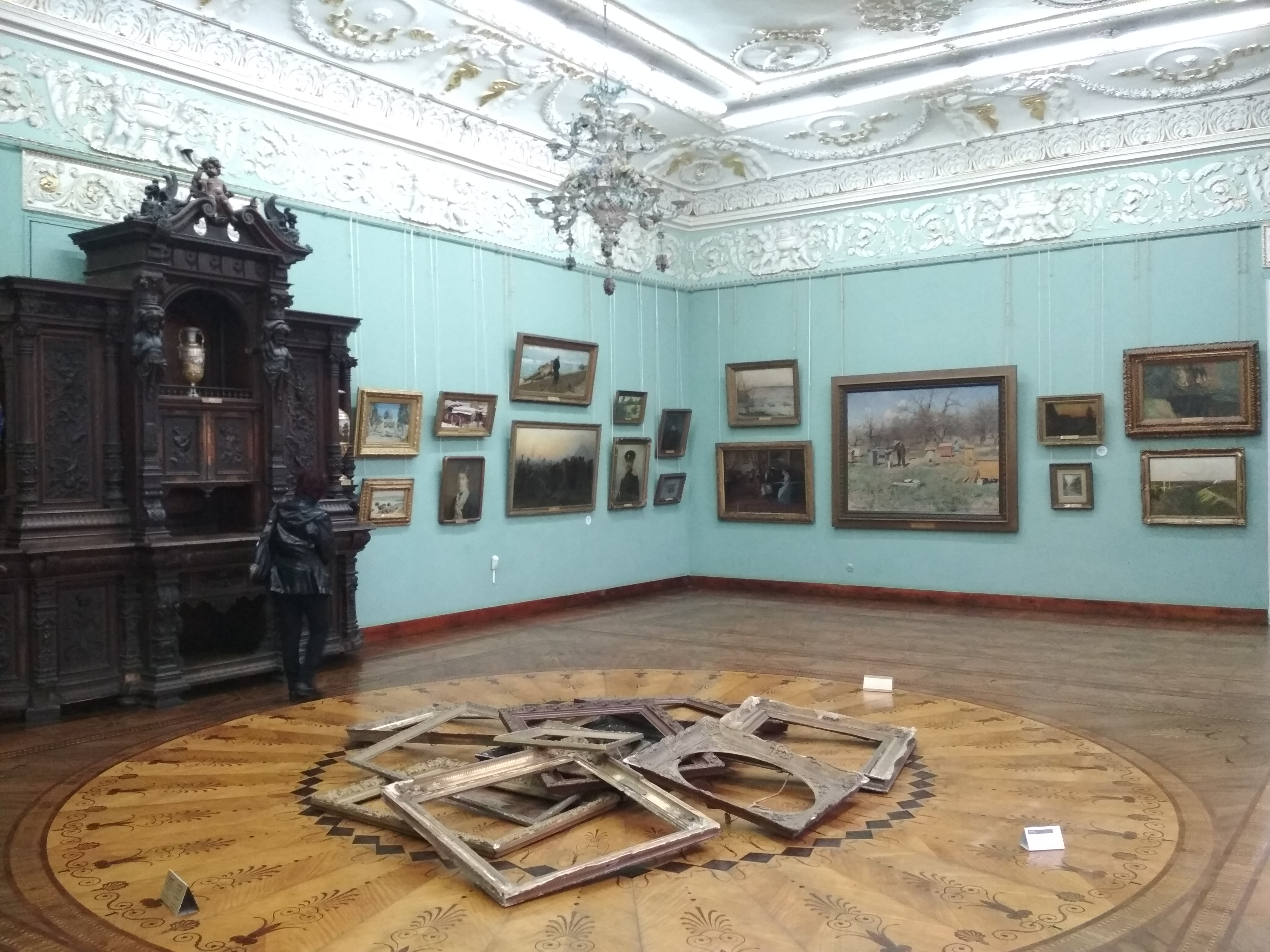
Uno de los espacios interiores del museo.

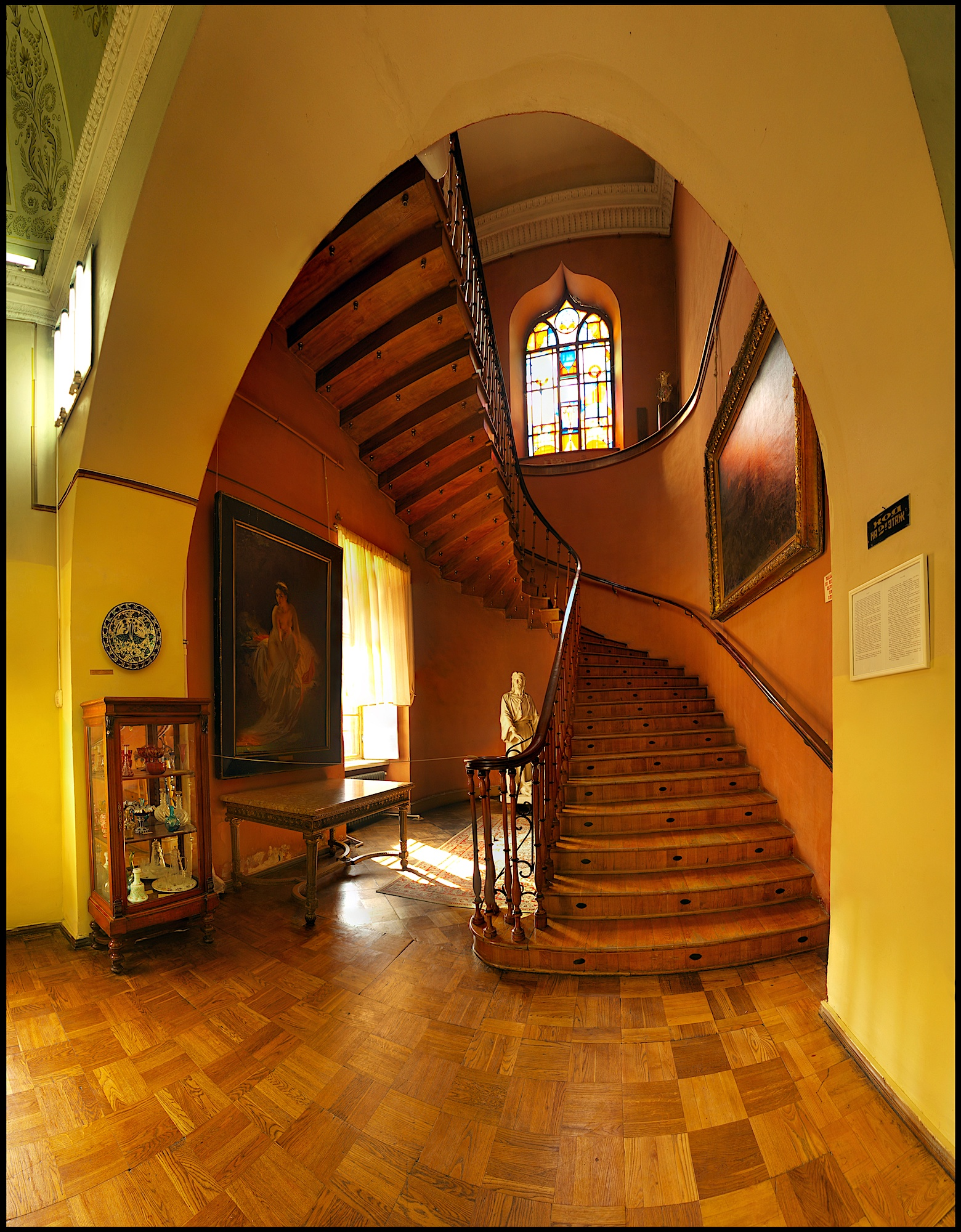
El estilo eclecticista típico del interior del Palacio de Potocki.

El Museo Nacional de Bellas Artes de Odesa o, sencillamente, Museo Nacional del Arte de Odesa (en ucraniano: Одеський національний художній музей) es uno de los principales museos de arte del sur de Ucrania. Fundado en Odesa en 1899, ocupa la totalidad del Palacio de Potocki (no debe confundirse con el Palacio de Potocki de Leópolis), un edificio de principios del siglo xix. Actualmente, el museo alberga más de 10 000 piezas que incluyen obras de algunos de los más célebres artistas rusos y ucranianos de finales del siglo xix y principios del siglo xx.

## Historia

### Palacio de Potocki
El palacio que alberga las galerías del museo es uno de los más antiguos de Odesa, encargado por Seweryn Potocki, un destacado miembro del Sejm durante la República de las Dos Naciones, quien tras las particiones de Polonia juró lealtad al zar de Rusia, convirtiéndose posteriormente en un destacado diplomático y embajador de Rusia en el Reino de Nápoles. Potocki, miembro de la prominente familia Potocki, era además un acaudalado terrateniente, propietario, entre otros, de la localidad de Severinovka, en el Raión de Ivanivka (Odesa), donde se encontraba la mayor cantera de caliza de la región. De esa cantera procedió el material usado para la construcción de la mayoría de edificios públicos y palacios de Odesa de la época, incluido el complejo palaciego que lleva su nombre.
La construcción del palacio comenzó en 1805 bajo la dirección del arquitecto neoclasicista odesano de origen sardo Francesco Boffo, autor de muchos de los edificios públicos y monumentales de Odesa y Crimea. La construcción del edificio principal del palacio se completó en 1810, aunque, debido a las guerras napoleónicas, los trabajos del interior del edificio no pudieron realizarse hasta 1824, y solo se concluyeron en 1828.
El edificio, diseñado al estilo neoclásico ruso, es una típica residencia de los magnates de la época, con sus dos plantas y un pórtico de grandes dimensiones, formado por seis columnas clásicas soportando el tímpano de fachada triangular. El edificio principal está unido a las alas laterales por un par de galerías semicirculares, formando un cour d'honneur delante del palacio. Detrás del patio se extiende un jardín inglés con la típica gruta romántica. El diseño interior del palacio es una mezcla eclecticista de varios estilos populares de comienzos del siglo xix.
Tras la muerte de Seweryn Potocki en 1829 (antes de que pudiera ver la obra terminada), el palacio pasó a manos de Olga Potocka, hija de Stanisław Potocki —pariente lejano de Seweryn—, un noble de la szlachta y alto oficial del ejército de la República de las Dos Naciones. Potocka se había casado con el aristócrata ruso y héroe de las guerras napoleónicas Lev Naryshkin, quien hizo del palacio su lugar de residencia favorito, debido a lo cual es conocido localmente también como Palacio Naryshkin.

#### Gruta subterránea
Bajo el Palacio de Potocki se encuentran varias galerías y bodegas vacías, en una de ellas —directamente por debajo del edificio principal— se construyó una gruta subterránea. En los años 1960, un grupo de especialistas odesanos llevó a cabo la restauración de la gruta de acuerdo con los planos originales del edificio. En la actualidad, la gruta es accesible a visitantes y forma parte de las excursiones dedicadas a la historia del palacio.

### El museo
En 1888, el palacio fue vendido al alcalde de Odesa, Grigorios Maraslis, quien a su vez lo vendió en 1892 a la Sociedad de Bellas Artes de Odesa, que decidió dedicarlo a la exhibición de obras de arte locales. Se tardaron nueve años para reunir la primera colección, con la que se fundó el Museo de Bellas Artes de Odesa, inaugurado el 6 de noviembre de 1899. El grueso de aquella colección fue un conjunto de cuadros donados por la Academia Imperial de las Artes de San Petersburgo.
En los años 1920, durante la revolución rusa, el museo fue renombrado Museo Popular de las Artes, y después de la Segunda Guerra Mundial (tras estar cerrado al público a partir de la Operación Barbarroja) volvió a cambiar de nombre a Galería de Arte de Odesa. El museo recibió su nombre actual en 2021, en el marco de las crecientes tensiones políticas y territoriales con Rusia.

## Colección
La colección del Museo Nacional de Bellas Artes de Odesa cuenta con 10 000 piezas, entre cuadros, dibujos, esculturas y objetos de artes decorativas. La exhibición, repartida en las 26 salas del palacio, cuenta con obras pictóricas de los siglos xvi-xx y retratos seculares del siglo xvii.
Cabe destacar las numerosas obras de Iván Aivazovski y algunos de los cuadros más tempranos de Vasili Kandinski. También se cuenta con una gran colección del movimiento Peredvizhniki, además de obras de numerosos artistas, los más destacados entre ellos siendo Iván Kramskói, Alekséi Savrásov, Isaak Levitán, Iván Shishkin, Arjip Kuindzhi, Iliá Repin, Vasili Súrikov, Alexandre Benois, Valentín Serov, Mijaíl Vrúbel, Nikolái Roerich, Borís Kustódiev y Konstántin Sómov.
El museo exhibe además una extensa colección de obras con origen en la Escuela de Odesa (oficialmente, Escuela Artística Grekov de Odesa), la emblemática escuela odesana de pintura y la más antigua de Ucrania —parte del movimiento Peredvizhniki y representante del inconformismo odesio—, entre los que destacan obras de Kyriak Kostandi, Yevgeniy Bukovetskiy, Gerasim Golovkov, Tit Dvornikov, Gennady Ladyzhensky, Alexander Stilianudi, Piotr Nilus y Nikolái Kuznetsov.
Por otra parte, el museo cuenta también con la más extensa colección del país de obras soviéticas del realismo socialista. La colección consta de obras tempranas y tardías de la época soviética, tanto prohibidas como aprobadas por la censura de la época. Entre los pintores representados destacan Teófilo Fraerman, Yuri Egorov, Valery Geghamyan, Martirós Sarián, Leonid Muchnyk, Alexander Atzmanchuk, Anatol Petritsky, Valentín Jrushch y Amshey Nurenberg. Algunas de las piezas de la colección proceden de la exhibición no autorizada Arte Contemporáneo desde Ucrania, que tuvo lugar en 1979 en contra del criterio de las autoridades soviéticas.

## Galería

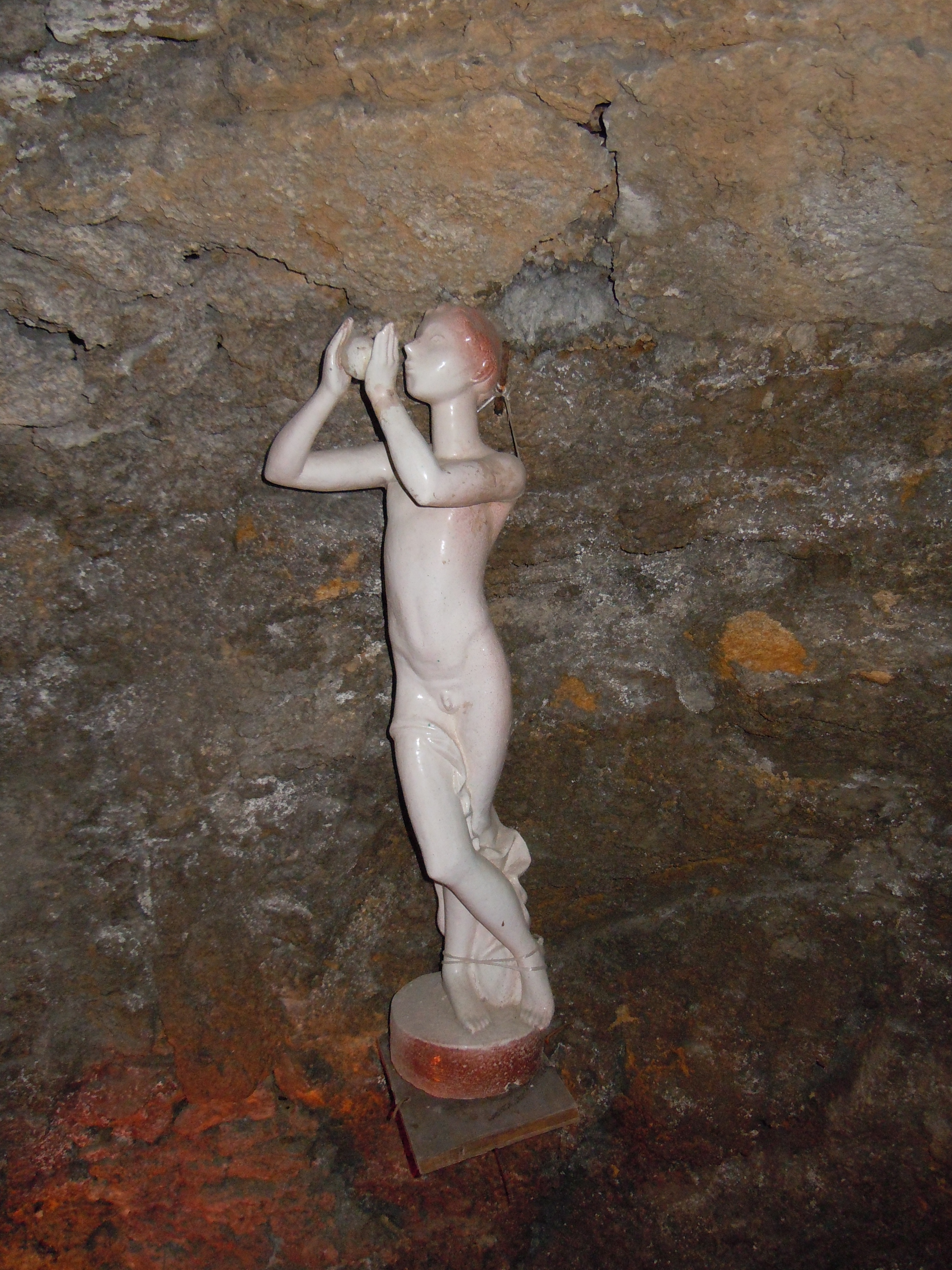
La gruta del Palacio de Potocki de Odesa
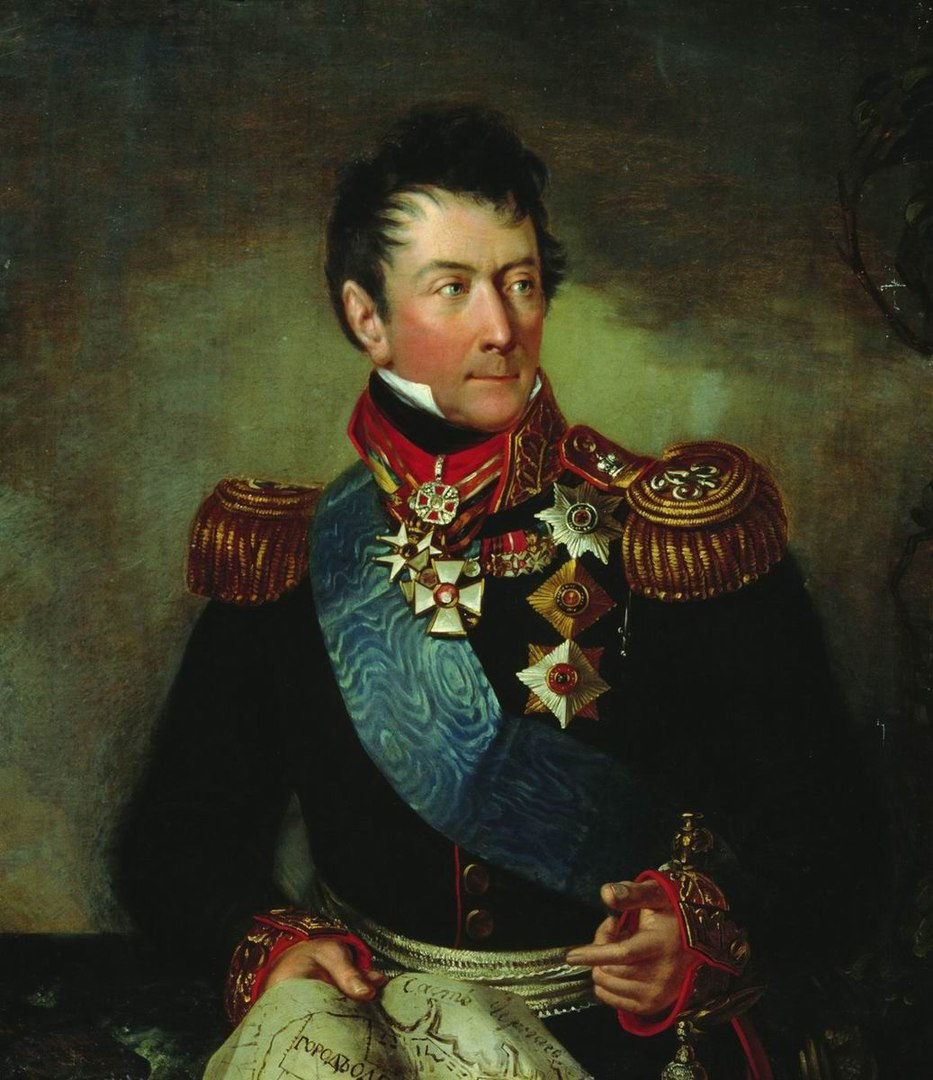
Retrato del conde Alexander Langeron, por Karl Yakovlevich, 1819
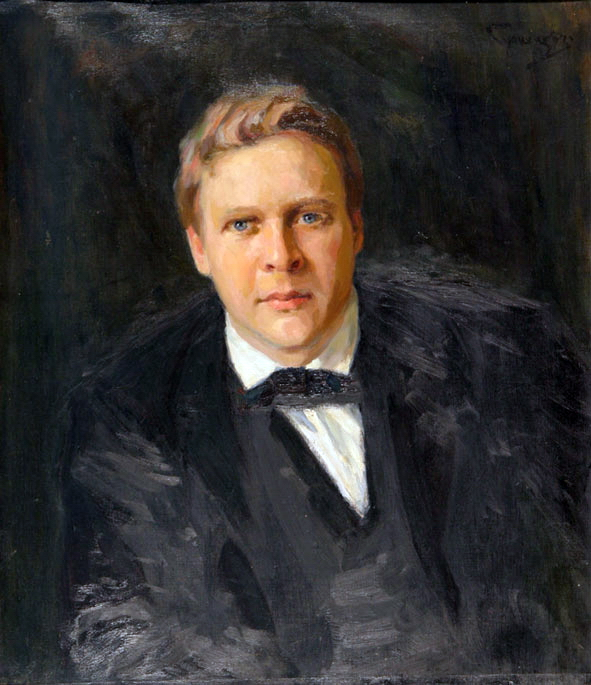
Fiódor Chaliapin, por Nikolái Kuznetsov
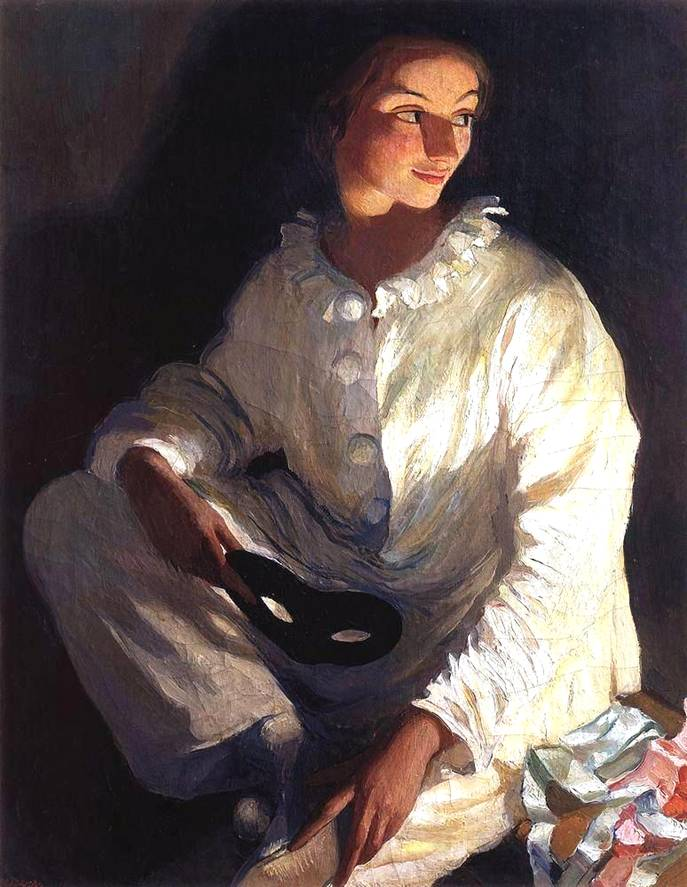
Autorretrato, por Zinaída Serebriakova
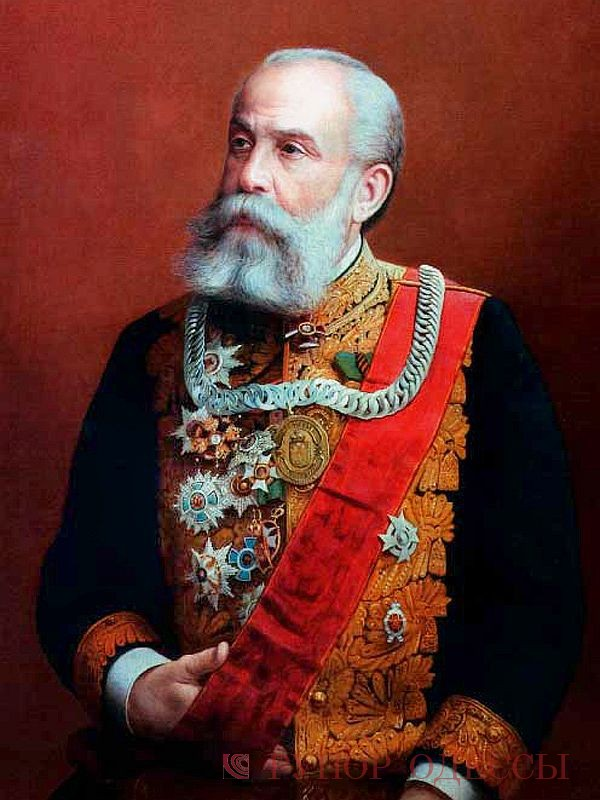
Mazarli, alcalde de Odesa. Pintura al óleo, 1896

## Actualidad
El Museo Nacional del Arte de Odesa es el único museo de Odesa que ofrece entradas gratuitas en determinados días — en este caso, el último domingo de cada mes.
Durante la pandemia de COVID-19 en Ucrania, el museo, como otros centros culturales del país, quedó cerrado a visitantes hasta su reapertura a finales de 2021.
Debido a los ataques rusos en el marco de la invasión rusa de Ucrania, y a la luz de los daños producidos a establecimientos similares, se teme por la integridad del museo y sus colecciones. El museo se ha preparado para afrontar los daños potenciales al edificio y las piezas almacenadas.